# Holstebro bibliotek
Holstebro Bibliotek er et folkebibliotek i Holstebro og var desuden centralbibliotek for en del af Ringkjøbing Amt fra 1965 til 1972.

## Holstebro Biblioteks historie
Læseselskaber og private lejebiblioteker er de første tilløb til et egentligt folkebibliotek i Holstebro. I 1799 sender et læse- selskab 338 bognumre på auktion i Holstebro, hvorved en stor del af bogsamlingen spredes på mange hænder.
Hvordan lånemulighederne er efter auktionen i 1799 vides ikke, men igen i 1823 er der bogauktion, hvor "Læseselskab for Holstebro og Omegn" bortsælger en del bøger.
Fra 1852, 1856 og 1888 kendes tre forskellige lejebiblioteker.
Omkring 1890 starter tilløbet til et egentligt bibliotek, idet man i kredsen omkring Valgmenighedskirken og Højskole- foreningen får opbygget en ikke ringe bogsamling, der får sin plads på Holstebro Højskole- og Menighedshjem ikke mange meter fra det nuværende bibliotek.Bogsamlingen opbevares i et skab, som stadig står i bibliotekets magasin. Omkring 1900 er samlingen vokset så meget, at det er nødvendigt med to skabe. Udlånet foregår hver søndag efter kirketid.
Det står dog hurtigt klart, at denne form for bibliotek ikke kan dække byens behov, og i begyndelsen af 1903 begynder man at tale om at oprette en egentlig folkebogsamling, som åbner den 3. oktober 1903 under navnet "Holstebro og Omegns Folkebogsamling".

## Tidslinje
Bogbestanden og udlånet vokser hastigt, og lokalerne på Højskolehjemmet bliver efterhånden så trange, at biblioteket må flytte flere gange:
1915: Til Kødkontrollens lokaler i Horsstræde
1916: Til Sprøjtehuset lige over for Højskolehjemmet
1919: Til Kæmnerbygningen på Kirkepladsen
1923: Biblioteket får endelig sin egen bygning – tegnet og indrettet til biblioteksformålet – og samtidig bliver det godkendt som centralbibliotek for den østlige del af Ringkøbing Amt. Lemvig er centralbibliotek for den vestlige del af amtet.
1925: Overtager biblioteket skolernes børnebibliotek, hvorved folkebiblioteket bliver en helhed.
1929: Oprettes Sygehusbiblioteket, der består indtil 1990 bortset fra perioden 1946 – 1953, hvor det er i mølpose på grund af personalemangel.
1946: Overtages biblioteket af Holstebro Kommune, der allerede i 1942 havde købt biblioteksbygningen.
1954: Oprettes Kasernebiblioteket, da Dragonregimentet året før er flyttet til Holstebro fra Randers.
1958: Er pladsproblemerne blevet så store, at børnebiblioteket flytter til et lokale på Danmarksgades Skole.
1960'erne: Der oprettes biblioteksfilialer på alle skolerne.
1965: bliver Holstebro centralbibliotek for den nordvestlige del af amtet og Herning for den sydøstlige. Årsagen er, at Lemvig Centralbibliotek nedlægges og Herning Centralbibliotek oprettes. Holstebro beholder denne status indtil 1972, hvorefter der kun må være ét centralbibliotek i hvert amt, og det bliver Herning.
1968: Flytter børnebiblioteket fra Danmarksgades Skole til den nedlagte metodistkirke i Danmarksgade.
1970: Udvides hovedbiblioteket med en tilbygning på 350 m2 nord for biblioteket og musikafdelingen oprettes.
1971: Udvides med yderligere 200 m2 og musikafdelingen får plads i denne nye tilbygning.
I oktober indvies bibliotekets bogbus, som skal betjene store og små byområder i Holstebro kommunes opland.
Samme år starter bibliotekets budtjeneste, der bringer bøger ud til de lånere, der ikke selv kan komme på biblioteket.
1972: Indgås samarbejdsaftale med Ulfborg-Vemb kommune.
1973: Indvies Ulfborg-Vemb Biblioteks bogbus, som skal betjene alle store og små byområder i Ulfborg-Vemb kommune.
1974: Udskilles skolebibliotekerne som et selvstændigt biblioteksvæsen.
1981: Står Holstebro Biblioteks nuværende bygning færdig og hovedbiblioteket og børnebiblioteket kan omsider flytte sammen igen i nye tidssvarende rammer.
1990: Inddateres bibliotekets materialebestand i en database, og det gamle kortkartotek afvikles gradvis.
1993: Er bogbussen fra 1971 slidt op og afløses af en ny.
1997: Internettet er den nye informationskilde for lånerne. Biblioteket i Ulfborg-Vemb indvies som en filial af Holstebro Bibliotek, og den gamle bogbus fra 1973 pensioneres. Holstebro Biblioteks bogbus betjener herefter oplandet i både Holstebro og Ulfborg-Vemb kommuner.
2004: Voksenafdelingen nyindrettes idet en række kontorer fjernes, så udlånssamlingen får meget mere plads.
2007: Kommunalreformen betyder at Vinderup og Ulfborg – Vemb kommuner bliver en del af Holstebro kommune. Vinderup Bibliotek bliver dermed en filial af Holstebro Bibliotek.

## Hjemmeside
Holstebro Bibliotek